# Yakirra muelleri
Yakirra muelleri là một loài thực vật có hoa trong họ Hòa thảo. Loài này được (Hughes) Lazarides & R.D.Webster miêu tả khoa học đầu tiên năm 1985.